# مانتی
مانتی (به انگلیسی: Maantee) یک روستا در دهستان سارما، شهرستان ساره در غرب کشور استونی است.